# سیل ۱۳۹۵ سیستان و بلوچستان
در پی بارندگی‌های شدیدی که از ۳۰ دی ۱۳۹۵ در مناطق جنوبی استان سیستان و بلوچستان در ایران آغاز شد، رودخانه‌های فصلی طغیان کردند و باعث بسته شدن ۱۵ راه اصلی و فرعی در این استان شدند. حدود ۳۰۰۰ خانه در مناطق ایرانشهر، سرباز، نیک‌شهر، کنارک و غیره آسیب دیدند. همچنین ۳ روستا به دلیل هم‌جواری با رودخانه کاملاً تخلیه شدند. به طور کلی ۱۶۷۰ چادر امدادی برای سیل‌زدگان برپا شد.
نبود امکانات مناسب، کار کمک‌رسانی به اهالی روستاهای مختلف را سخت کرد. برای مثال طغیان رودخانه کاجو باعث شد تا دسترسی به ۸۰۰۰ تن از ساکنان روستاهای بخش سابورک غیرممکن شود. این در حالی بود که مردم این منطقه سالها منتظر ساخت پل حمیری روی این رودخانه بودند.
این بارندگی‌ها و سیلاب‌های شدید تا کنون ۱ نفر کشته در پی داشته است.
در دو سال منتهی به ۱۳۹۵ متوسط بارندگی در سیستان و بلوچستان ۱۰۵ میلی‌متر گزارش شده بود اما تنها در بارندگی‌های پایان دی‌ ماه و اوایل بهمن ۱۳۹۵ میزان بارندگی دست کم به میانگین ۱۰۰ میلی‌متر رسید. برخی از ایستگاه‌های سنجش، متوسط بارندگی را ۱۶۴ میلی‌متر گزارش کردند.
در سال‌های منتهی به ۱۳۹۵ خشکسالی در این استان به حدی رسیده بود که نخل‌های خرما در حال سوختن بودند و بیش از ۴۰۰ قنات به طور کامل خشک شده بودند. مسئولان این استان مجبور شده بودند آب باقیمانده در سدها را صرفاً برای شرب اختصاص دهند. اضافه‌برداشت از سدها و دیگر منابع آبی در سیستان و بلوچستان به ۶۰۰ میلیون متر مکعب رسید. همچنین وضعیت به گونه‌ای شده بود که زمین در حال فرونشست بود و آب شیرین داشت تبدیل به آب شور می‌شد. از این رو ۱۳۰۰ روستای این استان با تانکر آب دریافت می‌کردند. از این رو روستاییان در برخی از نقاط این استان از بارش‌های سنگین باران ابراز خوشحالی می‌کردند.
یکی از دلایلی که بارندگی‌های شدید بهمن ۱۳۹۵ باعث فجایع بدتر نشد خالی بودن سدها گزارش شده است.
با این حال برخی اعضای ستاد هماهنگی مدیریت بحران و مدیران آب منطقه‌ای سیستان و بلوچستان بر این باور بودند که سدهای این استان در جریان بارندگی‌های سیل‌آسا در بهمن ۹۵ تنها توانسته‌اند ۸۰ میلیون متر مکعب آب را در خود نگاه دارند. این در حالی است که اندازهٔ بارندگی در اوایل بهمن ۱۳۹۵ به ۶ میلیارد متر مکعب می‌رسید که بخش زیادی از آن به دریا رفت. همچنین برخی سدها نظیر سد پیشین در شهرستان سرباز با وجود گذشت ۱۲ سال از زمان بهره‌برداری هنوز دارای شبکه انتقال آب نیستند. سد کهیر نیز که قرار است گنجایش ۱۴۰ میلیون متر مکعب داشته باشد هنوز به بهره‌برداری نرسیده است.

## خسارت
برآوردهای نخستین حاکی از خسارت ۱۵۰ میلیارد تومانی به زیرساخت‌های کشاورزی، جاده‌ای و ساختمانی در این استان بوده است. با این حال دولت اعلام کرد که ۲۰۰ میلیارد تومان خسارت به این استان اختصاص خواهد داد.
حدود ۶۰ مدرسه هم بیشتر در شهرستان‌های قصرقند، کنارک و سرباز آسیب دیدند.